# .aero
.aero ist eine generische Top-Level-Domain (gTLD), die von der Société Internationale de Télécommunication Aéronautique (kurz SITA) betrieben wird. Sie wurde am 21. Dezember 2001 als erste branchenspezifische Domain überhaupt eingeführt.

## Eigenschaften
Die Registrierung einer Domain unterhalb von .aero ist nur für Personen oder Organisationen möglich, die einen eindeutigen Bezug zur Luftfahrtbranche nachweisen können. Dazu gehören zum Beispiel Fluggesellschaften, Flughäfen, Flugzeughersteller oder Pilotengewerkschaften. Insgesamt darf eine .aero-Domain zwischen zwei und 63 Zeichen lang sein, wobei nicht nur alphanumerische Zeichen, sondern auch Sonderzeichen verwendet werden können.
Die Vergabe dauert in der Regel einen Tag, nicht alle Registrare unterstützen die Übernahme von .aero-Domains oder den Wechsel des Inhabers. Aufgrund der strengen Vergabekriterien hat .aero im Vergleich zu anderen generischen Top-Level-Domains nur eine geringe Verbreitung erreicht. 2005 gab es weltweit nur fünf Registrare, die .aero-Domains offiziell angeboten haben.
Im Jahr 2007 wurden die Vergabekriterien zuletzt geändert. Neben Domains mit populären Begriffen wie online.aero dürfen seit dem 1. November auch Flughafen-Codes der IATA genutzt werden. In der Folgezeit wurde beispielsweise die Adresse muc.aero registriert, welche auf die Website des Flughafens München weiterleitet. Seit dem 1. Dezember 2018 können sie von allen Registrierungsberechtigten registriert werden.